# Benetton Rugby Treviso 2024-2025
Questa voce raccoglie le informazioni riguardanti il Benetton Rugby Treviso nelle competizioni ufficiali della stagione 2024-2025.

## Trasferimenti

### Acquisti
| Ruolo               | Giocatore            | Modalità            | Provenienza |
| ------------------- | -------------------- | ------------------- | ----------- |
| pilone              | Enzo Avaca           | rientro prestito    | Mogliano    |
| pilone              | Giovanni Genovese    | acquisto definitivo | Zebre       |
| tallonatore         | Agustín Creevy       | acquisto definitivo | Sale Sharks |
| tallonatore         | Marco Manfredi       | acquisto definitivo | Zebre       |
| mediano di mischia  | Lautaro Bazán        | acquisto definitivo | Rovigo      |
| ala                 | Louis Lynagh         | acquisto definitivo | Harlequins  |
| estremo             | Matt Gallagher       | acquisto definitivo | Bath        |
| Accademia           |                      |                     |             |
| pilone              | Destiny Aminu (A)    | prestito            | Mogliano    |
| seconda linea       | Mattia Midena (A)    | acquisto definitivo | Paese       |
| seconda linea       | Jaco Pretorius (A)   | acquisto definitivo | Casale      |
| terza linea         | Giulio Marini (A)    | prestito            | Mogliano    |
| terza linea         | Antony Miranda (A)   | acquisto definitivo | Capitolina  |
| ala                 | Jacques Cloete (A)   | acquisto definitivo | Casale      |
| Durante la stagione |                      |                     |             |
| pilone              | Marcos Gallorini (A) | prestito            | Mogliano    |
| seconda linea       | Jadin Kingi (A)      | prestito            | Mogliano    |
| terza linea         | Simon Koroiyadi (A)  | prestito            | Mogliano    |

### Cessioni
| Ruolo               | Giocatore           | Modalità       | Destinazione   |
| ------------------- | ------------------- | -------------- | -------------- |
| pilone              | Federico Zani       | ritiro         |                |
| tallonatore         | Giacomo Nicotera    | fine contratto | Stade français |
| tallonatore         | Gianmarco Lucchesi  | fine contratto | Tolone         |
| seconda linea       | Marco Lazzaroni     | ritiro         |                |
| terza linea         | Henry Stowers       | fine contratto |                |
| terza linea         | Giovanni Pettinelli | fine contratto |                |
| terza linea         | Santiago Ruiz       | fine contratto |                |
| mediano di mischia  | Dewaldt Duvenage    | fine contratto |                |
| mediano di mischia  | Sam Hidalgo-Clyne   | fine contratto |                |
| mediano di apertura | Giacomo Da Re       | fine contratto | Zebre          |
| centro              | Joaquin Riera       | fine contratto |                |
| ala                 | Marcus Watson       | fine contratto |                |
| estremo             | Matteo Minozzi      | ritiro         |                |
| estremo             | Edoardo Padovani    | fine contratto |                |
| Academy             |                     |                |                |
| pilone              | Filippo Alongi      | prestito       | Béziers        |
| Durante la stagione |                     |                |                |
| centro              | Filippo Drago       | prestito       | Zebre          |
| pilone              | Riccardo Genovese   | prestito       | Vicenza        |

## Risultati
Dati aggiornati al 20 aprile 2025.

### United Rugby Championship

#### Stagione regolare
| Arbitro: | Kenny |

|                                 |      |                     |
| Ratave 21’ Smith 31’ Ratave 78’ | mt   | 40’ Page 53’ Taylor |
| Umaga 32’                       | tr   | 41’ Lloyd 53’ Lloyd |
| Umaga 48’                       | c.p. | 60’ Lloyd 67’ Lloyd |

| Arbitro: | van der Westhuizen |

|                                                                   |      |              |
| Steyn 5’ M. Fagerson 16’ Darge 46’ Dobie 50’ Steyn 63’ Ferrie 81’ | mt   | 32’ Spagnolo |
| Hastings 6’ Hastings 17’ Weir 47’ Weir 51’ Weir 64’ Weir 83’      | tr   | 33’ Umaga    |
|                                                                   | c.p. | 43’ Umaga    |

| Arbitro: | Evans |

|              |    |                                                            |
| Manfredi 65’ | mt | 9’ Meta tecnica 11’ Frawley 18’ Conan 25’ Doris 79’ Barron |
|              | tr | 11’ Frawley 20’ Frawley 26’ Frawley 79’ Byrne              |

| Arbitro: | Grove-White |

|                                                    |    |            |
| Odogwu 23’ Smith 29’ Mendy 37’ Smith 68’ Marin 75’ | mt | 80’ Mchunu |
| Umaga 24’ Umaga 31’ Umaga 38’ Umaga 69’ Umaga 76’  | tr | 80’ Cronjé |

| Arbitro: | Martin |

|                                         |      |                                                      |
| Westwood 26’ Evans 49’ Lewis-Hughes 72’ | mt   | 36’ Bernasconi 45’ Avaca 60’ Manfredi 67’ L. Cannone |
| Evans 28’ Evans 50’ O'Brien 73’         | tr   | 37’ Umaga 47’ Umaga 61’ Albornoz 68’ Albornoz        |
|                                         | c.p. | 32’ Umaga                                            |

| Arbitro: | Cross |

|                                                                |      |                              |
|                                                                | mt   | 67’ Ludwig 77’ van der Merwe |
|                                                                | tr   | 68’ Kriel 79’ Kriel          |
| Albornoz 1’ R. Smith 3’ Albornoz 34’ Albornoz 62’ Albornoz 72’ | c.p. | 22’ Johannes                 |

| Arbitro: | Breakspear |

|                                                                                           |      |                                                         |
| van der Merwe 1’ Muncaster 14’ Bradbury 19’ Bradbury 23’ Hill 42’ Price 56’ Muncaster 74’ | mt   | 42’ Odogwu 47’ Creevy 54’ Creevy 62’ Izekor 68’ Fekitoa |
| Thompson 2’ Thompson 15’ Thompson 20’ Thompson 24’ Thompson 42’ Healy 75’                 | tr   | 48’ Umaga 54’ Umaga 63’ Umaga 69’ Umaga                 |
| Healy 81’                                                                                 | c.p. |                                                         |

| Arbitro: | Vedovelli |

|                     |      |              |
| Marin 29’           | mt   | 71’ Zambonin |
|                     | tr   | 72’ Da Re    |
| Marin 58’ Smith 81’ | c.p. | 37’ Da Re    |

| Arbitro: | Gnecchi |

|                        |    |                                        |
| Fischetti 20’ Gesi 47’ | mt | 24’ Maile 36’ Maile 65’ Brex 85’ Marin |
| Da Re 21’              | tr | 66’ Smith 86’ Smith                    |

| Arbitro: | Kenny |

|                                                                           |      |  |
| Walsh 9’ Kasende 21’ K. Williams 27’ Walsh 62’ Morse 74’ Hardy 80’        | mt   |  |
| O. Williams 10’ O. Williams 22’ O. Williams 28’ O. Williams 63’ Walsh 81’ | tr   |  |
| O. Williams 15’                                                           | c.p. |  |

| Arbitro: | Evans |

|                                                                             |      |                                 |
| Gallagher 11’ Mendy 38’ Spagnolo 64’ Izekor 79’                             | mt   | 3’ Doak 16’ Lowry 29’ Stockdale |
| Tomás Albornoz 12’ Tomás Albornoz 39’ Tomás Albornoz 65’ Tomás Albornoz 80’ | tr   | 3’ Doak 17’ Doak                |
| Tomás Albornoz 25’ Tomás Albornoz 57’                                       | c.p. |                                 |

| Arbitro: | Breakspear |

|                                                                         |      |                                        |
| Treacy 5’ Bolton 12’ Boyle 38’ Hurley-Langton 47’ Bolton 66’ Devine 72’ | mt   | 19’ Mendy 25’ Uren 30’ Zanon           |
| Ioane 6’ Ioane 39’ Ioane 47’ Hanrahan 73’                               | tr   | 20’ Albornoz 26’ Albornoz 31’ Albornoz |
|                                                                         | c.p. | 16’ Albornoz 34’ Albornoz 54’ Albornoz |

| Arbitro: | Evans |

|                                 |      |                           |
| Mendy 38’ Odogwu 62’ Izekor 78’ | mt   | 17’ McCann 48’ Ashman     |
|                                 | tr   | 18’ Thompson              |
| Umaga 6’ Umaga 36’              | c.p. | 29’ Thompson 43’ Thompson |

| Arbitro: | Davidson |

|                               |      |                               |
| Albornoz 19’ meta tecnica 40’ | mt   | 5’ Botham 15’ Bevan 67’ Lloyd |
| Albornoz 20’                  | tr   | 6’ Sheedy 16’ Sheedy          |
| Albornoz 9’ Albornoz 76’      | c.p. |                               |

| Arbitro: | Evans |

|                                                     |      |                                                  |
| Venter 26’ Louw 40’ van der Merwe 60’ Pretorius 76’ | mt   | 6’ Umaga 12’ Mendy 22’ Marin 38’ Mendy 43’ Ruzza |
| Wolhuter 27’ Wolhuter 41’ Wolhuter 61’ Wolhuter 76’ | tr   | 7’ Umaga 23’ Umaga 39’ Umaga 44’ Umaga           |
| Wolhuter 5’                                         | c.p. | 17’ Umaga 34’ Umaga 64’ Umaga                    |

| Città del Capo 26 aprile 2025, ore 18:15 UTC+2 16ª giornata | Stormers                  | – | Benetton | Cape Town Stadium\| Arbitro: \| |
| Arbitro:                                                    | non conosciuta (bandiera) |   |          |                                 |

### Champions Cup
Arrivando 7° nella regular season del United Rugby Championship della scorsa stagione, il Benetton ha avuto accesso alla Champions Cup.
Dal sorteggio effettuato il 2 luglio 2024, il Benetton è stato aggregato nel Gruppo 2 insieme a Bath, Bristol Bears, Clermont, La Rochelle e Leinster.

#### Fase a gironi (Gruppo 2)
| Arbitro: | Ridley |

|                                                                |    |  |
| Yato 8’ Massa 31’ Massa 39’ Yato 75’                           | mt |  |
| Urdapilleta 9’ Urdapilleta 33’ Urdapilleta 40’ Urdapilleta 76’ | tr |  |

| Arbitro: | Grove-White |

|                                              |    |                                    |
| Smith 8’ Lynagh 15’ Smith 32’ Bernasconi 79’ | mt | 23’ Annett 52’ Bayliss 57’ du Toit |
| Albornoz 33’                                 | tr | 24’ Bailey 53’ Bailey 59’ Bailey   |

| Arbitro: | Ramos |

|                                                            |    |                                                                   |
| Williams 7’ Marmion 17’ Lahiff 43’ Thacker 51’ Marmion 57’ | mt | 13’ Smith 22’ Zuliani 39’ Gallagher 63’ Bernasconi 68’ Menoncello |
| Byrne 8’ Byrne 18’ Byrne 44’ Byrne 52’ Byrne 58’           | tr | 23’ Albornoz 64’ Albornoz                                         |

| Arbitro: | Carley |

|                                                                   |      |                                            |
| N. Cannone 14’ Bernasconi 66’                                     | mt   | 24’ Nowell 44’ Kerr-Barlow 55’ Kerr-Barlow |
| Albornoz 14’ Smith 67’                                            | tr   | 45’ Hastoy 55’ Hastoy                      |
| Albornoz 22’ Smith 39’ Albornoz 41’ Smith 49’ Smith 59’ Smith 62’ | c.p. | 7’ Hastoy 12’ Hastoy                       |

Classificandosi al 3° posto del Gruppo 2, il Benetton si è qualificato alla fase ad eliminazione diretta.

#### Fase ad eliminazione diretta
Con il 3° posto nella fase a gironi, il Benetton si è qualificato come 3ª testa di serie tra le 4 squadre classificatesi al 3° posto nella stessa fase. In tal modo, il Benetton è stato accoppiato alla 2ª testa di serie tra le 4 squadre classificatesi al 2° posto nella fase a gironi.

##### Ottavi di finale
Agli ottavi di finale, il Benetton è stato accoppiato al Castres (Francia), 2ª testa di serie tra le 4 squadre classificatesi al 2° posto nella fase a gironi.
| Arbitro: | Dickson |

|                                                                          |      |                                                       |
| Baget 2’ Chabouni 16’ Baget 22’ Babillot 39’ Ambadiang 64’ Fernandez 78’ | mt   | 4’ Gallo 32’ Mendy 35’ Brex 43’ Bernasconi 57’ Odogwu |
| Le Brun 3’ Le Brun 17’ Fernandez 79’                                     | tr   | 5’ Albornoz 36’ Albornoz 58’ Albornoz                 |
| Le Brun 47’                                                              | c.p. | 7’ Albornoz 62’ Albornoz                              |

Con la sconfitta subita per mano del Castres Olympique con il punteggio di 37-39, il Benetton è stato eliminato agli ottavi di finale di Champions Cup.

## Statistiche
Dati aggiornati al 20 aprile 2025.

### Statistiche di squadra
| Competizione  | Punti | In casa | In casa | In casa | In casa | In casa | In casa | In trasferta | In trasferta | In trasferta | In trasferta | In trasferta | In trasferta | Totale | Totale | Totale | Totale | Totale | Totale | Totale |
| Competizione  | Punti | G       | V       | N       | P       | Ptf     | Pts     | G            | V            | N            | P            | Ptf          | Pts          | G      | V      | N      | P      | Ptf    | Pts    | Diff.  |
| ------------- | ----- | ------- | ------- | ------- | ------- | ------- | ------- | ------------ | ------------ | ------------ | ------------ | ------------ | ------------ | ------ | ------ | ------ | ------ | ------ | ------ | ------ |
| URC           | 40    | 8       | 5       | 1       | 2       | 164     | 148     | 7            | 3            | 0            | 4            | 170          | 237          | 15     | 8      | 1      | 6      | 334    | 385    | -51    |
| Champions Cup | 11    | 2       | 2       | 0       | 0       | 54      | 46      | 3            | 0            | 0            | 3            | 66           | 102          | 5      | 2      | 0      | 3      | 120    | 148    | -28    |
| Totale        | -     | 10      | 7       | 1       | 2       | 218     | 194     | 10           | 3            | 0            | 7            | 236          | 339          | 20     | 10     | 1      | 9      | 454    | 533    | -79    |

### Andamento in campionato
| Giornata  | 1 | 2  | 3  | 4  | 5 | 6  | 7  | 8  | 9 | 10 | 11 | 12 | 13 | 14 | 15 | 16 | 17 | 18 |
| --------- | - | -- | -- | -- | - | -- | -- | -- | - | -- | -- | -- | -- | -- | -- | -- | -- | -- |
| Luogo     | C | T  | C  | C  | T | C  | T  | C  | T | T  | C  | T  | C  | C  | T  |    |    |    |
| Risultato | N | P  | P  | V  | V | P  | P  | V  | V | P  | V  | P  | V  | V  | V  |    |    |    |
| Posizione | 9 | 14 | 16 | 12 | 8 | 11 | 12 | 12 | 7 | 10 | 7  | 13 | 10 | 7  | 6  |    |    |    |

Legenda:

Luogo: C = Casa; T = Trasferta. Risultato: R = Rinviata; V = Vittoria; N = Pareggio; P = Sconfitta.

### Statistiche individuali
| Giocatore     | URC | URC | URC | URC | URC | URC | URC | URC | Champions Cup | Champions Cup | Champions Cup | Champions Cup | Champions Cup | Champions Cup | Champions Cup | Champions Cup | Totali | Totali | Totali | Totali | Totali | Totali | Totali | Totali |
| Giocatore     | G   | M   | D   | Pu  | T   | Pti | CG  | CR  | G             | M             | D             | Pu            | T             | Pti           | CG            | CR            | G      | M      | D      | Pu     | T      | Pti    | CG     | CR     |
| ------------- | --- | --- | --- | --- | --- | --- | --- | --- | ------------- | ------------- | ------------- | ------------- | ------------- | ------------- | ------------- | ------------- | ------ | ------ | ------ | ------ | ------ | ------ | ------ | ------ |
| D. Aminu      | 6   | 0   | 0   | 0   | 0   | 0   | 0   | 0   | 0             | 0             | 0             | 0             | 0             | 0             | 0             | 0             | 6      | 0      | 0      | 0      | 0      | 0      | 0      | 0      |
| T. Albornoz   | 8   | 1   | 0   | 11  | 10  | 58  | 0   | 0   | 5             | 0             | 0             | 4             | 7             | 26            | 0             | 0             | 13     | 1      | 0      | 15     | 17     | 84     | 0      | 0      |
| E. Avaca      | 6   | 1   | 0   | 0   | 0   | 5   | 0   | 0   | 1             | 0             | 0             | 0             | 0             | 0             | 0             | 0             | 7      | 1      | 0      | 0      | 0      | 5      | 0      | 0      |
| G. Avaca      | 1   | 0   | 0   | 0   | 0   | 0   | 0   | 0   | 0             | 0             | 0             | 0             | 0             | 0             | 0             | 0             | 1      | 0      | 0      | 0      | 0      | 0      | 0      | 0      |
| L. Bazán      | 2   | 0   | 0   | 0   | 0   | 0   | 0   | 0   | 1             | 0             | 0             | 0             | 0             | 0             | 0             | 0             | 3      | 0      | 0      | 0      | 0      | 0      | 0      | 0      |
| B. Bernasconi | 10  | 1   | 0   | 0   | 0   | 5   | 1   | 0   | 5             | 4             | 0             | 0             | 0             | 20            | 0             | 0             | 15     | 5      | 0      | 0      | 0      | 25     | 1      | 0      |
| I. Brex       | 8   | 1   | 0   | 0   | 0   | 5   | 0   | 0   | 5             | 1             | 0             | 0             | 0             | 5             | 0             | 0             | 13     | 2      | 0      | 0      | 0      | 10     | 0      | 0      |
| L. Cannone    | 6   | 1   | 0   | 0   | 0   | 5   | 0   | 0   | 3             | 0             | 0             | 0             | 0             | 0             | 0             | 0             | 9      | 1      | 0      | 0      | 0      | 5      | 0      | 0      |
| N. Cannone    | 8   | 0   | 0   | 0   | 0   | 0   | 0   | 0   | 4             | 1             | 0             | 0             | 0             | 5             | 0             | 0             | 12     | 1      | 0      | 0      | 0      | 5      | 0      | 0      |
| N. Casilio    | 1   | 0   | 0   | 0   | 0   | 0   | 0   | 0   | 0             | 0             | 0             | 0             | 0             | 0             | 0             | 0             | 1      | 0      | 0      | 0      | 0      | 0      | 0      | 0      |
| A. Creevy     | 5   | 2   | 0   | 0   | 0   | 10  | 0   | 0   | 1             | 0             | 0             | 0             | 0             | 0             | 0             | 0             | 6      | 2      | 0      | 0      | 0      | 10     | 0      | 0      |
| R. Favretto   | 13  | 0   | 0   | 0   | 0   | 0   | 2   | 0   | 4             | 0             | 0             | 0             | 0             | 0             | 0             | 0             | 17     | 0      | 0      | 0      | 0      | 0      | 2      | 0      |
| M. Fekitoa    | 11  | 1   | 0   | 0   | 0   | 5   | 1   | 0   | 3             | 0             | 0             | 0             | 0             | 0             | 0             | 0             | 14     | 1      | 0      | 0      | 0      | 5      | 1      | 0      |
| S. Ferrari    | 8   | 0   | 0   | 0   | 0   | 0   | 0   | 0   | 5             | 0             | 0             | 0             | 0             | 0             | 0             | 0             | 13     | 0      | 0      | 0      | 0      | 0      | 0      | 0      |
| M. Gallagher  | 7   | 1   | 0   | 0   | 0   | 5   | 0   | 0   | 2             | 1             | 0             | 0             | 0             | 5             | 0             | 0             | 9      | 2      | 0      | 0      | 0      | 10     | 0      | 0      |
| T. Gallo      | 9   | 0   | 0   | 0   | 0   | 0   | 0   | 0   | 5             | 1             | 0             | 0             | 0             | 5             | 1             | 0             | 14     | 1      | 0      | 0      | 0      | 5      | 1      | 0      |
| M. Gallorini  | 1   | 0   | 0   | 0   | 0   | 0   | 0   | 0   | 0             | 0             | 0             | 0             | 0             | 0             | 0             | 0             | 1      | 0      | 0      | 0      | 0      | 0      | 0      | 0      |
| A. Garbisi    | 12  | 0   | 0   | 0   | 0   | 0   | 0   | 0   | 5             | 0             | 0             | 0             | 0             | 0             | 0             | 0             | 17     | 0      | 0      | 0      | 0      | 0      | 0      | 0      |
| T. Halafihi   | 9   | 0   | 0   | 0   | 0   | 0   | 0   | 0   | 2             | 0             | 0             | 0             | 0             | 0             | 0             | 0             | 11     | 0      | 0      | 0      | 0      | 0      | 0      | 0      |
| A. Izekor     | 12  | 3   | 0   | 0   | 0   | 15  | 1   | 0   | 4             | 0             | 0             | 0             | 0             | 0             | 0             | 0             | 16     | 3      | 0      | 0      | 0      | 15     | 1      | 0      |
| J. Kingi      | 3   | 0   | 0   | 0   | 0   | 0   | 0   | 0   | 0             | 0             | 0             | 0             | 0             | 0             | 0             | 0             | 3      | 0      | 0      | 0      | 0      | 0      | 0      | 0      |
| S. Koroiyadi  | 4   | 0   | 0   | 0   | 0   | 0   | 0   | 0   | 1             | 0             | 0             | 0             | 0             | 0             | 0             | 0             | 5      | 0      | 0      | 0      | 0      | 0      | 0      | 0      |
| M. Lamaro     | 8   | 0   | 0   | 0   | 0   | 0   | 0   | 0   | 3             | 0             | 0             | 0             | 0             | 0             | 0             | 0             | 11     | 0      | 0      | 0      | 0      | 0      | 0      | 0      |
| L. Lynagh     | 6   | 0   | 0   | 0   | 0   | 0   | 0   | 0   | 2             | 1             | 0             | 0             | 0             | 5             | 0             | 0             | 8      | 1      | 0      | 0      | 0      | 5      | 0      | 0      |
| S. Maile      | 11  | 2   | 0   | 0   | 0   | 10  | 1   | 0   | 4             | 0             | 0             | 0             | 0             | 0             | 0             | 0             | 15     | 2      | 0      | 0      | 0      | 10     | 1      | 0      |
| M. Manfredi   | 5   | 2   | 0   | 0   | 0   | 10  | 0   | 0   | 0             | 0             | 0             | 0             | 0             | 0             | 0             | 0             | 5      | 2      | 0      | 0      | 0      | 10     | 0      | 0      |
| L. Marin      | 9   | 4   | 0   | 1   | 0   | 23  | 0   | 0   | 3             | 0             | 0             | 0             | 0             | 0             | 0             | 0             | 12     | 4      | 0      | 1      | 0      | 23     | 0      | 0      |
| G. Marini     | 5   | 0   | 0   | 0   | 0   | 0   | 0   | 0   | 0             | 0             | 0             | 0             | 0             | 0             | 0             | 0             | 5      | 0      | 0      | 0      | 0      | 0      | 0      | 0      |
| I. Mendy      | 10  | 6   | 0   | 0   | 0   | 30  | 0   | 0   | 1             | 1             | 0             | 0             | 0             | 5             | 0             | 0             | 11     | 7      | 0      | 0      | 0      | 35     | 0      | 0      |
| T. Menoncello | 7   | 0   | 0   | 0   | 0   | 0   | 0   | 0   | 5             | 1             | 0             | 0             | 0             | 5             | 0             | 0             | 12     | 1      | 0      | 0      | 0      | 5      | 0      | 0      |
| S. Negri      | 6   | 0   | 0   | 0   | 0   | 0   | 0   | 0   | 3             | 0             | 0             | 0             | 0             | 0             | 1             | 0             | 9      | 0      | 0      | 0      | 0      | 0      | 1      | 0      |
| I. Nemer      | 1   | 0   | 0   | 0   | 0   | 0   | 0   | 0   | 0             | 0             | 0             | 0             | 0             | 0             | 0             | 0             | 1      | 0      | 0      | 0      | 0      | 0      | 0      | 0      |
| P. Odogwu     | 9   | 3   | 0   | 0   | 0   | 15  | 1   | 0   | 1             | 1             | 0             | 0             | 0             | 5             | 0             | 0             | 10     | 4      | 0      | 0      | 0      | 20     | 1      | 0      |
| T. Pasquali   | 3   | 0   | 0   | 0   | 0   | 0   | 0   | 0   | 2             | 0             | 0             | 0             | 0             | 0             | 0             | 0             | 5      | 0      | 0      | 0      | 0      | 0      | 0      | 0      |
| O. Ratave     | 4   | 2   | 0   | 0   | 0   | 10  | 0   | 0   | 3             | 0             | 0             | 0             | 0             | 0             | 0             | 0             | 7      | 2      | 0      | 0      | 0      | 10     | 0      | 0      |
| F. Ruzza      | 9   | 1   | 0   | 0   | 0   | 5   | 1   | 0   | 5             | 0             | 0             | 0             | 0             | 0             | 0             | 0             | 14     | 1      | 0      | 0      | 0      | 5      | 1      | 0      |
| S. Scrafton   | 6   | 0   | 0   | 0   | 0   | 0   | 0   | 1   | 1             | 0             | 0             | 0             | 0             | 0             | 0             | 0             | 7      | 0      | 0      | 0      | 0      | 0      | 0      | 1      |
| R. Smith      | 12  | 3   | 0   | 2   | 2   | 25  | 0   | 0   | 4             | 3             | 0             | 4             | 1             | 29            | 0             | 0             | 13     | 6      | 0      | 6      | 3      | 54     | 0      | 0      |
| E. Snyman     | 11  | 0   | 0   | 0   | 0   | 0   | 0   | 0   | 3             | 0             | 0             | 0             | 0             | 0             | 0             | 0             | 14     | 0      | 0      | 0      | 0      | 0      | 0      | 0      |
| M. Spagnolo   | 10  | 2   | 0   | 0   | 0   | 10  | 1   | 1   | 3             | 0             | 0             | 0             | 0             | 0             | 0             | 0             | 13     | 2      | 0      | 0      | 0      | 10     | 1      | 1      |
| N.Tetaz       | 5   | 0   | 0   | 0   | 0   | 0   | 0   | 0   | 1             | 0             | 0             | 0             | 0             | 0             | 0             | 0             | 6      | 0      | 0      | 0      | 0      | 0      | 0      | 0      |
| J. Umaga      | 12  | 3   | 0   | 7   | 17  | 69  | 0   | 0   | 3             | 0             | 0             | 0             | 0             | 0             | 0             | 0             | 15     | 3      | 0      | 7      | 17     | 69     | 0      | 0      |
| A. Uren       | 15  | 1   | 0   | 0   | 0   | 5   | 0   | 0   | 4             | 0             | 0             | 0             | 0             | 0             | 0             | 0             | 16     | 1      | 0      | 0      | 0      | 5      | 0      | 0      |
| F. Zanandrea  | 2   | 0   | 0   | 0   | 0   | 0   | 0   | 0   | 0             | 0             | 0             | 0             | 0             | 0             | 0             | 0             | 2      | 0      | 0      | 0      | 0      | 0      | 0      | 0      |
| M. Zanon      | 7   | 1   | 0   | 0   | 0   | 5   | 0   | 0   | 0             | 0             | 0             | 0             | 0             | 0             | 0             | 0             | 7      | 1      | 0      | 0      | 0      | 5      | 0      | 0      |
| G. Zilocchi   | 8   | 0   | 0   | 0   | 0   | 0   | 1   | 0   | 3             | 0             | 0             | 0             | 0             | 0             | 1             | 0             | 11     | 0      | 0      | 0      | 0      | 0      | 2      | 0      |
| M. Zuliani    | 11  | 0   | 0   | 0   | 0   | 0   | 0   | 0   | 5             | 1             | 0             | 0             | 0             | 5             | 1             | 0             | 16     | 1      | 0      | 0      | 0      | 5      | 1      | 0      |
| R. Genovese   | 3   | 0   | 0   | 0   | 0   | 0   | 0   | 0   | 0             | 0             | 0             | 0             | 0             | 0             | 0             | 0             | 3      | 0      | 0      | 0      | 0      | 0      | 0      | 0      |